# فريدريك أنتال
فريدريك أنتال (بالإنجليزية: Frederick Antal)‏ (و. 1887 – 1954 م) هو مؤرخ الفن من المملكة المتحدة، والمجر، ولد في بودابست، توفي في لندن، عن عمر يناهز 67 عاماً.